# Hornsbergs villastad, Stockholm

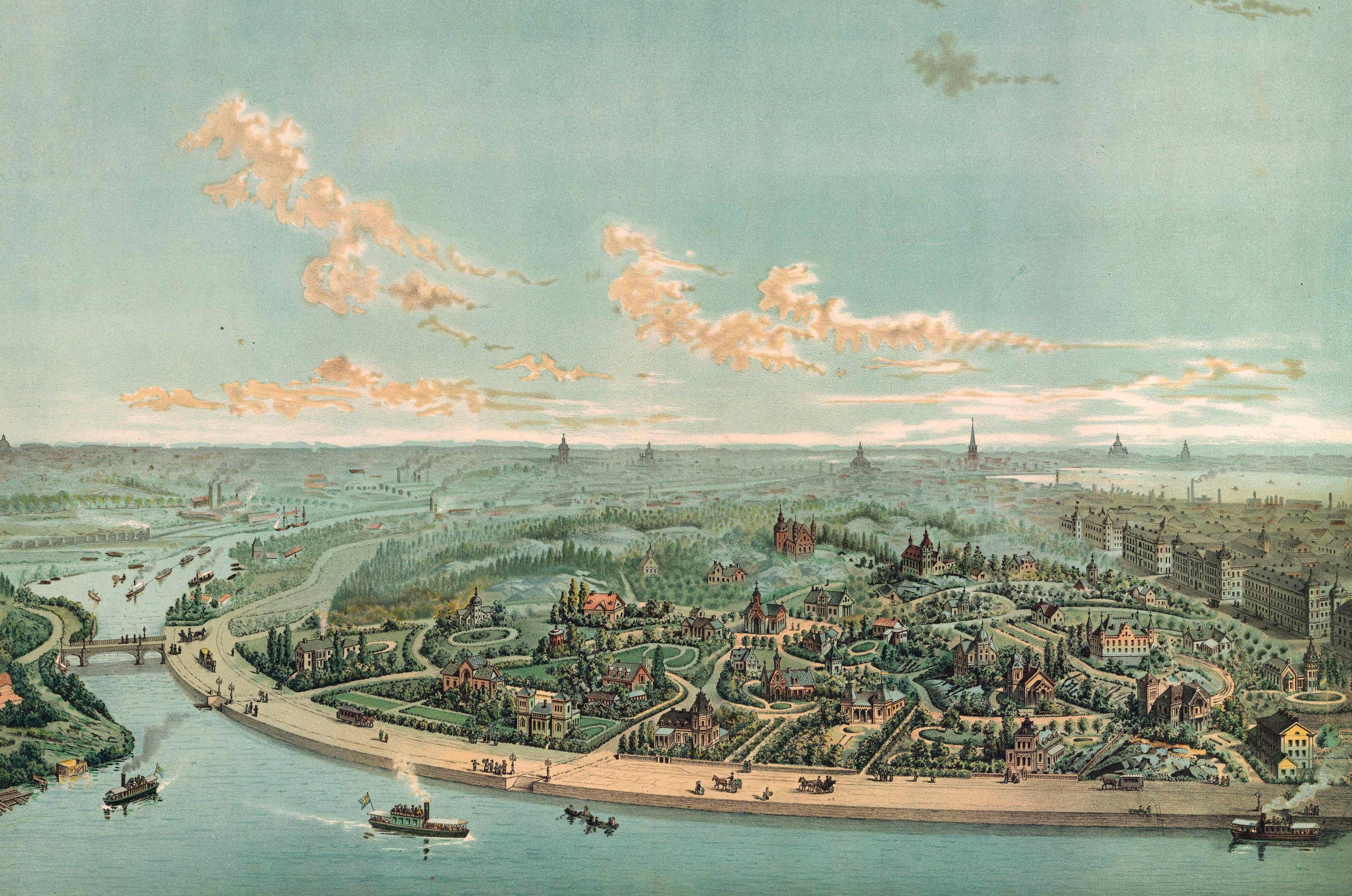
Prospekt för "Hornsbergs villastad" från 1887.

Hornbergs villastad var ett stadsbyggnadsprojekt i Hornsberg på nordvästra Kungsholmen i Stockholm. Projektet skapades 1887 av Tomt AB Hornsberg, men blev aldrig någon framgång och bolaget lyckades inte sälja en enda tomt. Idag påminner bara några av de romantiska kvartersnamnen om Hornsbergs villastad.

## Bakgrund
På 1870-talet började man exploatera området norr om Humlegården på Östermalm där man ville skapa en villastad efter engelskt mönster. Stockholms byggnadsförening med bankiren J. Henrik Palme som initiativtagare köpte upp ett stort antal tomter. Kvarteren fylldes ursprungligen med förnäm villabebyggelse som stod klar omkring 1890 och blev Villastaden i Stockholm. Här skulle det även finnas små förgårdar mellan gatan och husen, men dessa markerades aldrig i stadsplanen och hyreshusbebyggelsen som gav högre tomtpriser tog snart över. Palmes satsning misslyckades och han började istället anlägga en villastad på Djursholm strax norr om Stockholm.

## Hornsbergs villastad

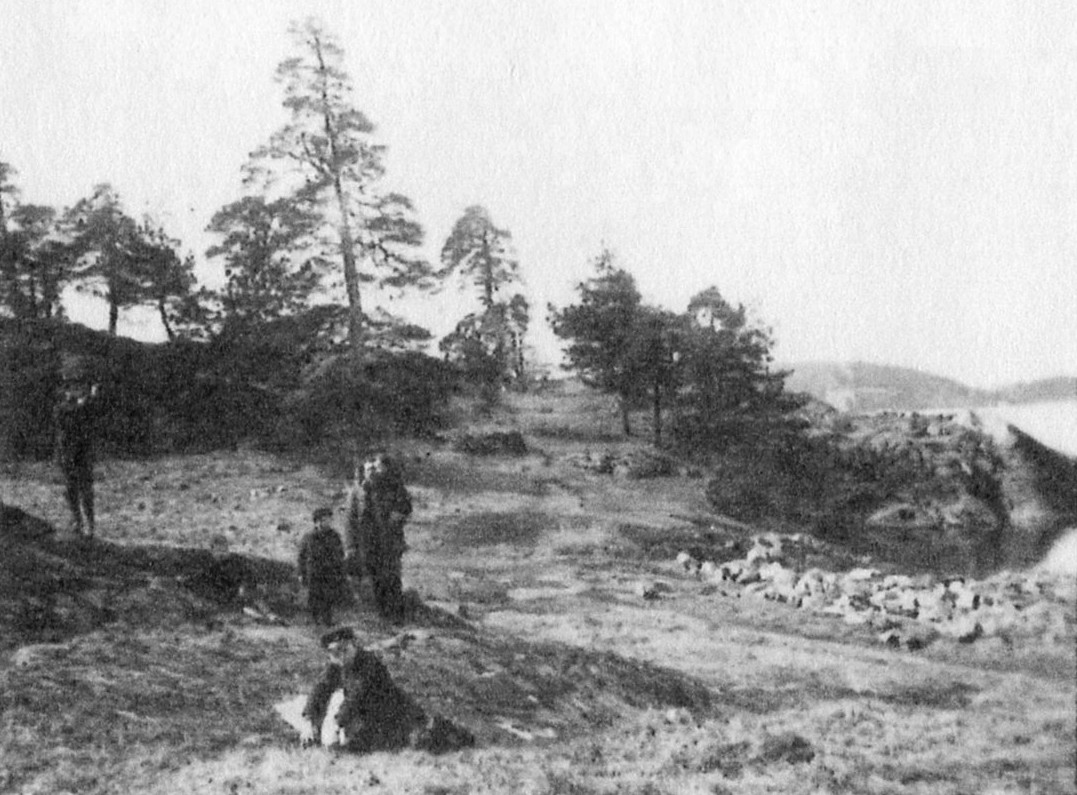
Området på ett fotografi från 1870-talet.

Fram till 1750-talet låg här malmgården Stora Hornsberg som kompletterades på 1750-talet med en textilfabrik som senare gjordes om till sockerbruk. På 1870-talet var nordvästra Kungsholmen fortfarande oexploaterad. Albert Lindhagens generalplan för Kungsholmen från år 1866 visade tre stråk med regelbundna kvarter i nordvästlig riktning, men den nordligaste delen intill Ulvsundasjön och Karlbergskanalen förblev oreglerad. Den första gällande stadsplanen omfattade hela det aktuella landområdet. Den inarbetades i Alfred Rudolf Lundgrens stockholmskarta och hade kvartersnamn som Delfinen, Tranan och Måsen.
År 1876 förvärvades marken av Tomt AB Hornsberg som hade planer på att skapa en villastad på Kungsholmen. Vis av erfarenheten från Palmes misslyckade villastad på Östermalm utformade företaget en egen stadsplan med exakta tomter, mycket grönt och slingrande vägar. Här skulle inga hyreshus kunna ta över. Trots varningar satt man igång. Stadsingenjören menade: "För att komma ut till den föreslagna villastaden måste man passera alla arbetarkvarteren på Kungsholmen och till närmsta grannar få fabriker med deras arbetarbostäder."
I ansökningsbrevet "Till herr Stadsfullmäktige i Stockholm" skrev bolaget bland annat:
| ” | Denna del af egendomen är nämligen genom sin kuperade beskaffenhet, sin belägenhet vid en större sjövik med djupt vatten intill stranden och sin rikedom på vuxna träd, särdeles lämplig för en parkanläggning med vägar, som skulle följa markens naturliga böjningar, bildande oregelbundna och lediga quarter, der lantliga villor och hus kunde uppföras, det ena terrassformigt höjande sig öfver det andre. | „ |

Till ansökan bifogades även förslagsritningar som hade upprättats av arkitekt Magnus Isæus. Hans villaförslag var av den nationalromantiska stilen som var typiska för Isæus och för tiden. Den nya stadsplanen godkändes i juni 1887 av Stockholms stadsfullmäktige, i syfte att å Hornsbergs egendom bilda ett villaområde.
Den nya villastaden hade romantiska kvartersnamn som Tillflykten, Lyckan, Paradiset och Lustgården. Kvarteret Kojan vid Ulvsundasjön är dock ett senare tillkommet namn av samma kategori. Högst upp skulle det finnas ett grönområde med namn Utsikten. Vägarna hette Rosenstigen, Jägarstigen, Ulvstigen och Lärkstigen. På en idealiserad reklamillustration syns trädgårdsstaden från Ulvsundasjön. Mot stranden ligger en bred kajskodd promenad som trafikeras av hästspårvagnar och villaområdet bakom visas som en grönskande kulle med stadens gråa hyreskaserner i bakgrunden. Ändå var det ingen som nappade, bara några få hus byggdes och bolaget lyckades inte sälja en enda tomt. Stadsdelen Kungsholmen med sina många arbetarbostäder och dåliga kommunikationer hade inget bra rykte och i direkt närhet fanns några industrianläggningar med rykande skorstenar.

### Förslag till stadsplan och villor
| Förslag till stadsplan och villatyper upprättat av arkitekt Magnus Isæus 1885. |  | Förslag till stadsplan och villatyper upprättat av arkitekt Magnus Isæus 1885. |
| Förslag till stadsplan och villatyper upprättat av arkitekt Magnus Isæus 1885. |  |                                                                                |

## Området idag
Längst ute vid Ulvsundasjöns strand uppfördes 1891 Stora Bryggeriet och på området för  Hornsbergs villastad byggdes 1909 Karlbergs-Bro koloniförening intill Karlbergskanalen och Stora Hornsbergs trädgårdskoloni söder därom. Fortfarande på 1920-talet fanns villastadens stadsplan med i Stockholms officiella kartor. En av vägarna, Ulvstigen, bytte 1925 namn till Warfvinges väg. Långt in på 1940-talet syntes delar av villastadens slingrande vägnät i kartor för nordvästra Kungsholmen. Därefter bebyggdes området med bland annat industri- och kontorshus. 
Sedan 1960-talets mitt skär Essingeleden rakt genom området. 1968 byggdes Hornsbergs asfaltverk i kvarteret Kojan (revs 2008). Inom ramen för stadsutvecklingsprojektet Lindhagen avsattes en stor del av området för ny bostadsbebyggelse som uppförs för närvarande (2012). I kvarteret Kojan (numera kvarteret Lusten) intill Ulvsundasjön byggs ett 24 våningar högt bostadshus, i kvarteret Paradiset finns sedan år 2009 byggnaden Lindhagens Centrum och i kvarteret Lustgården revs den befintliga kontorsbebyggelsen från 1980-talet och ett miljövänligt kontorshus skall stå klart 2014. Idag påminner bara några av de romantiska kvartersnamnen om Hornsbergs villastad och en liten rest av det kvarvarande grönområde utgörs numera av Nelly Sachs park.

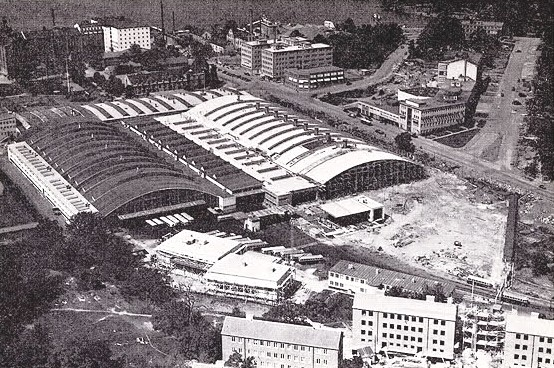
Hornsbergsdepån byggs till 1939, området syns i bakgrunden till höger.
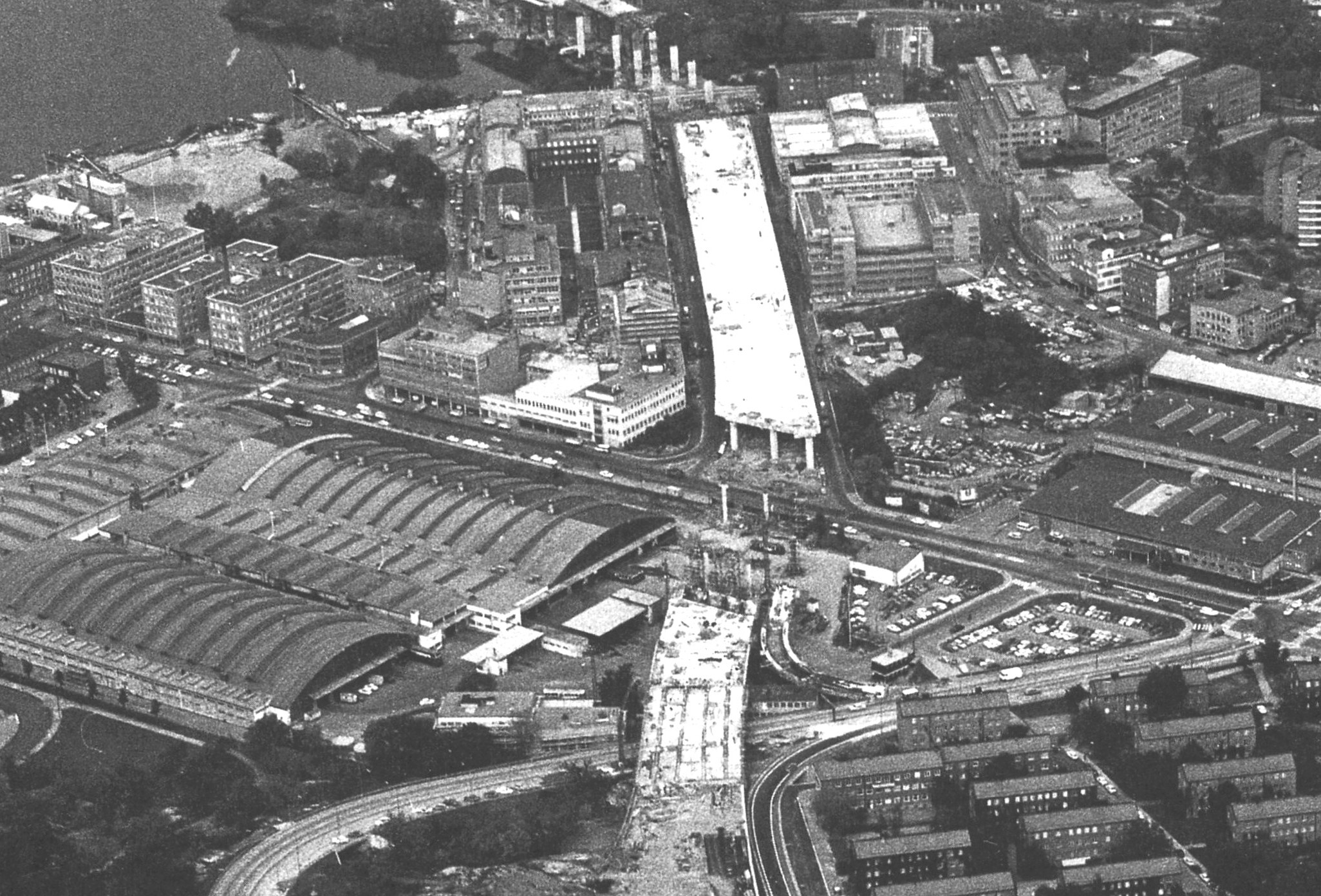
Området 1968, vy mot norr, när Essingeleden byggs. Till vänster syns Hornsbergsdepån.
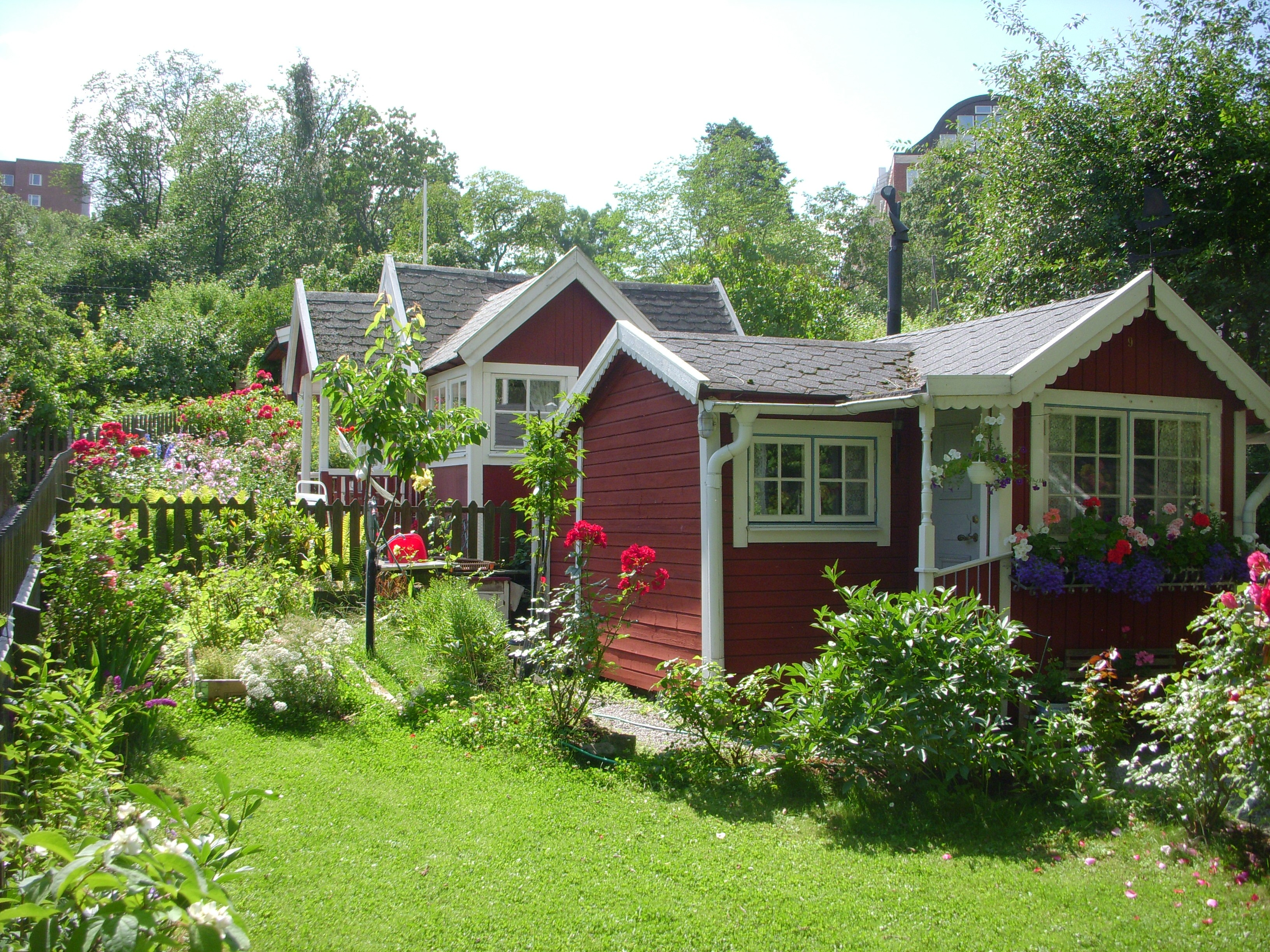
Karlbergs-Bro koloniförening vid Karlbergskanalen på sommaren 2009.
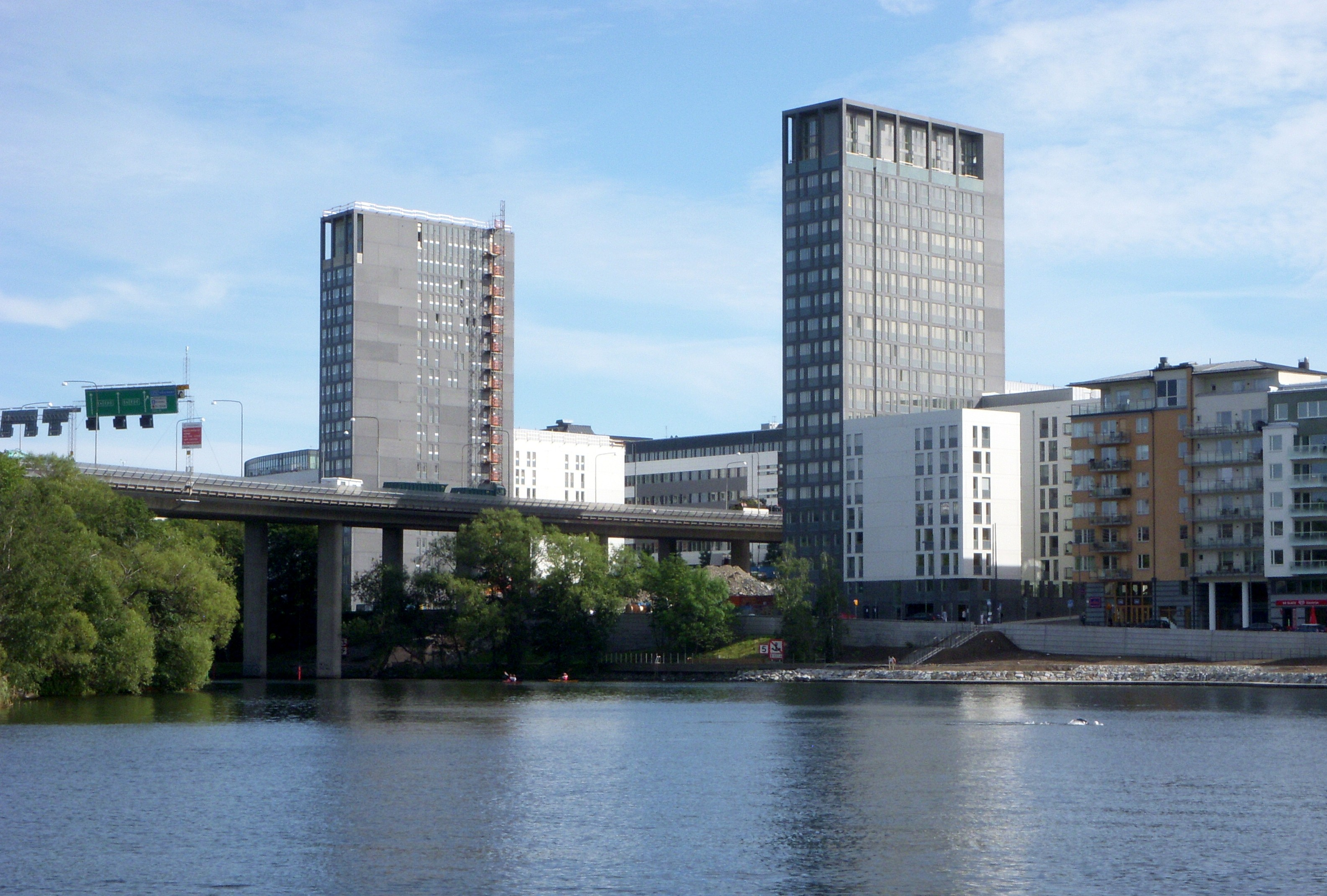
Området idag med tvillingstornen Kungsholmsporten och Karlbergsbron, 2011.

## Vidare fördjupning
- Hornsbergs villastad av Åke Abrahamsson, 2005.
- Beredningsutskottets uttalanden och memorial från 1887.